# Friedemann Goßlau
Richard Friedemann Goßlau (üblich: Friedemann Goßlau; * 13. April 1929 in Frankfurt am Main; † 8. Januar 2018 in Quedlinburg) war ein evangelischer Pfarrer der Domgemeinde in Quedlinburg. Er war maßgeblich an der Rückführung des Quedlinburger Domschatzes beteiligt.

## Leben
Goßlau wurde in Frankfurt am Main als Sohn eines Pfarrers und einer Juristin geboren und wuchs in Tangermünde auf. Er studierte evangelische Theologie an der Kirchlichen Hochschule Berlin-Zehlendorf, in Heidelberg und in Basel. In Basel wurde er von Karl Barth geprägt.
Die kirchlichen Examen legte er 1953 und 1955 in Halle (Saale) ab. Nach seiner Ordination am 22. Mai 1955 war er zunächst Hilfsprediger, ab dem Folgejahr Pfarrer an der Kirche in Wanzer im Landkreis Stendal (Sperrgebiet).
1958 schrieb Goßlau zusammen mit Pfarrer Reinhard Carstens einen Brief an Karl Barth, in dem sie „um eine Stellungnahme zur christlichen Existenz in den kommunistisch geführten Staaten“ baten. Als Reaktion erschien der „Brief an einen jungen Pfarrer in der Deutschen Demokratischen Republik“, dieser erschien nur in Zürich als Einzelabdruck im Jahr 1958, in der DDR war ein Nachdruck verboten.
Von 1965 bis zum Eintritt in den Ruhestand 1993 war Goßlau Pfarrer in Quedlinburg. Dort war er auch Gründungsmitglied im Rotaryclub. Aus der Ehe mit seiner Frau gingen drei Kinder hervor.
Sein Nachfolger im Amt des Dompfarrers wurde Ekkehard Steinhäuser.

## Verbindung zum Quedlinburger Domschatz
Der Quedlinburger Domschatz wurde während des Zweiten Weltkrieges am Stadtrand von Quedlinburg ausgelagert, wodurch Teile in die Hände eines amerikanischen Soldaten gelangten. Nach dessen Tod tauchten einzelne der verloren geglaubten Stücke in einem Auktionshaus wieder auf.
Am 6. Januar 1991 entschied Goßlau, dass die Vereinbarung über die Rückführung der Teile des Quedlinburger Domschatzes für eine erste Entschädigung von mindestens einer Million US-Dollar unterzeichnet wird. Er verwies dabei auf die symbolische Verbindung des Epiphanias-Tages mit den Heiligen Drei Königen und den drei Vertretern des US-Innenministeriums, der deutschen Kulturstiftung der Länder und „seine“ Kirche.

## Ehrungen
1998 erhielt er das Ehrenbürgerrecht der Stadt Quedlinburg. Im November 2001 wurde er durch Bundespräsident Johannes Rau für seine Verdienste um die Rückführung des Domschatzes mit dem Bundesverdienstkreuz geehrt. Er erhielt es im April 2002 über den damaligen Ministerpräsidenten des Landes Sachsen-Anhalt, Reinhard Höppner.

## Schriften
- Friedemann Goßlau, Rita Süssmuth, Klaus Maurice: Verloren, gefunden, heimgeholt: Die Wiedervereinigung des Quedlinburger Domschatzes. Hrsg.: Quedlinburg Druck GmbH. Convent Quedlinburg, Quedlinburg 1996, ISBN 978-3-9806120-1-2.
- Friedemann Goßlau, Rosi Radecke: Die Stiftskirche zu Quedlinburg. Eine Führung durch den romanischen Sakralbau und den Domschatz. Convent Quedlinburg, Quedlinburg 1999, ISBN 978-3-9806120-7-4.
- Friedemann Goßlau: Die Quedlinburger Itala. In: Quedlinburger Annalen 2. Quedlinburg 2004, S. 25–36.
- Friedemann Goßlau: Grenzerfahrungen. Zehn Jahre Pfarrdienst in der Altmark. In: Von Arendsee zur Werra. Kirchliches Leben im Sperrgebiet (1952-1989) (= Verein für Kirchengeschichte der Kirchenprovinz Sachsen [Hrsg.]: Schriften des Vereins für Kirchengeschichte der Kirchenprovinz Sachsen). Band 8. Selbstverlag, Magdeburg 2020, ISBN 978-3-9811158-8-8, S. 141–161.